# Deronectes ferrugineus
Deronectes ferrugineus är en skalbaggsart som beskrevs av Hans Fery och Michel Brancucci 1987. Deronectes ferrugineus ingår i släktet Deronectes och familjen dykare. IUCN kategoriserar arten globalt som sårbar. Inga underarter finns listade i Catalogue of Life.